# Šķibe
Šķibe är en ort i Lettland.   Den ligger i kommunen Dobeles Rajons, i den västra delen av landet, 60 km sydväst om huvudstaden Riga. Šķibe ligger 16 meter över havet och antalet invånare är 399.
Terrängen runt Šķibe är platt. Runt Šķibe är det glesbefolkat, med 17 invånare per kvadratkilometer. Närmaste större samhälle är Jelgava, 18,8 km öster om Šķibe. Trakten runt Šķibe består till största delen av jordbruksmark.